# Quesnoy-sur-Airaines

Quesnoy-sur-Airaines este o comună în departamentul Somme, Franța. În 1 ianuarie 2022 avea o populație de 421 de locuitori.